# Saison 1991-1992 du FC Nantes
Chronologie
Saison précédente Saison suivante
La saison 1991-1992 du FC Nantes est la 49e saison de l'histoire du club nantais. Le club est engagé dans deux compétitions : la Division 1 (29e participation) et la Coupe de France (49e participation).

La saison 1991-1992 du FC Nantes Atlantique est aussi la 29e saison d'affilée du club en Division 1. Le FC Nantes Atlantique termine 9e du championnat de France (avec 38 points, pour 12 victoires, 14 nuls et 10 défaites).

## Effectif et encadrement

### Transferts
| Nom                | Nationalité | Poste     | Transfert | Provenance/Destination   | Division                |
| ------------------ | ----------- | --------- | --------- | ------------------------ | ----------------------- |
| Arrivées           |             |           |           |                          |                         |
| Éric Loussouarn    | France      | Gardien   |           | FC Nantes rés.           | Division 3 - Ouest (D3) |
| Stéphane Moreau    | France      | Défenseur |           | FC Nantes rés.           | Division 3 - Ouest (D3) |
| Zoran Vulić        | Yougoslavie | Défenseur |           | RCD Majorque             | Primera División (D1)   |
| Stéphane Ziani     | France      | Attaquant |           | FC Nantes rés.           | Division 3 - Ouest (D3) |
| Départs            |             |           |           |                          |                         |
| Philippe Montanier | France      | Gardien   |           | SM Caen                  | Division 1 (D1)         |
| Maxime Bossis      | France      | Défenseur |           | Retraite sportive        |                         |
| Thierry Fernier    | France      | Milieu    |           | FC Girondins de Bordeaux | Division 2 (D2)         |
| Paul Le Guen       | France      | Milieu    |           | Paris Saint-Germain FC   | Division 1 (D1)         |
| Dragan Jakovljević | Yougoslavie | Attaquant |           | Royal Antwerp FC         | Division 1 (D1)         |
| Christophe Robert  | France      | Attaquant |           | AS Monaco FC             | Division 1 (D1)         |

| Nom          | Nationalité | Poste  | Modalités | Provenance/Destination | Division         |
| ------------ | ----------- | ------ | --------- | ---------------------- | ---------------- |
| Arrivées     |             |        |           |                        |                  |
| Johnny Mølby | Danemark    | Milieu | (janvier) | Vejle BK               | Superligaen (D1) |
| Départs      |             |        |           |                        |                  |

## Matches de la saison

### Division 1
| Date                      | Journée | TV     | Adversaire             | Lieu | Score | Buteurs du FCN                             | Class. | Affluence          |
| ------------------------- | ------- | ------ | ---------------------- | ---- | ----- | ------------------------------------------ | ------ | ------------------ |
| Samedi 20 juillet 1991    | J01     | -      | Paris Saint-Germain FC | Dom. | 0 - 0 | -                                          | 10     | 10.000             |
| Vendredi 26 juillet 1991  | J02     | Canal+ | Stade rennais FC       | Ext. | 1 - 0 | Vulić 54e                                  | 5      | 9.106              |
| Mercredi 31 juillet 1991  | J03     | -      | Lille OSC              | Dom. | 1 - 2 | Youm 75e                                   | 9      | 10.771 (ou 13.000) |
| Samedi 3 août 1991        | J04     | -      | SC Toulon-Var          | Ext. | 2 - 0 | Burruchaga 9e, Youm 28e                    | 7      | 4.000              |
| Samedi 10 août 1991       | J05     | -      | SM Caen                | Dom. | 2 - 1 | Ferri 61e, Burruchaga 90e                  | 4      | 11.898             |
| Samedi 17 août 1991       | J06     | -      | Nîmes Olympique        | Ext. | 0 - 0 | -                                          | 4      | 15.630 (ou 15.650) |
| Samedi 24 août 1991       | J07     | -      | FC Metz                | Dom. | 4 - 1 | Lima 70e, Desailly 77e 84e, Burruchaga 86e | 4      | 18.773             |
| Mercredi 28 août 1991     | J08     | -      | Toulouse FC            | Ext. | 1 - 2 | Loko 41e                                   | 3      | 10.880             |
| Samedi 7 septembre 1991   | J09     | -      | AS Saint-Étienne       | Dom. | 1 - 0 | Ferri 76e                                  | 3      | 21.199             |
| Samedi 14 septembre 1991  | J10     | -      | RC Lens                | Ext. | 0 - 0 | -                                          | 4      | 23.350 (ou 23.346) |
| Samedi 21 septembre 1991  | J11     | -      | AJ Auxerre             | Dom. | 2 - 0 | Bonalair 16e, Eydelie 52e                  | 4      | 17.050 (ou 17.045) |
| Samedi 28 septembre 1991  | J12     | -      | FC Sochaux-Montbéliard | Ext. | 1 - 3 | Pedros 82e                                 | 4      | 3.679 (ou 3.500)   |
| Samedi 5 octobre 1991     | J13     | -      | Olympique de Marseille | Ext. | 0 - 4 | -                                          | 5      | 25.206 (ou 20.000) |
| Samedi 19 octobre 1991    | J14     | -      | Montpellier HSC        | Dom. | 0 - 0 | -                                          | 5      | 9.650 (ou 9.652)   |
| Samedi 26 octobre 1991    | J15     | -      | AS Nancy-Lorraine      | Ext. | 1 - 3 | Séchet 45e (csc)                           | 6      | 8.245              |
| Samedi 2 novembre 1991    | J16     | -      | Le Havre AC            | Dom. | 0 - 0 | -                                          | 6      | 7.212              |
| Samedi 9 novembre 1991    | J17     | -      | AS Monaco FC           | Ext. | 0 - 1 | -                                          | 8      | 4.500              |
| Vendredi 16 novembre 1991 | J18     | -      | AS Cannes              | Dom. | 1 - 0 | Ouédec 75e                                 | 8      | 4.601 (ou 4.600)   |
| Samedi 23 novembre 1991   | J19     | -      | Olympique lyonnais     | Ext. | 1 - 0 | Capron 8e                                  | 7      | 12.667             |
| Vendredi 29 novembre 1991 | J20     | Canal+ | Stade rennais FC       | Dom. | 1 - 0 | Ouédec 75e                                 | 7      | 6.000 (ou 5.000)   |
| Samedi 7 décembre 1991    | J21     | -      | Lille OSC              | Ext. | 0 - 0 | -                                          | 7      | 3.000              |
| Samedi 14 décembre 1991   | J22     | -      | SC Toulon-Var          | Dom. | 1 - 2 | N'Doram 69e                                | 9      | 6.425              |
| Mercredi 18 décembre 1991 | J23     | -      | SM Caen                | Ext. | 1 - 1 | N'Doram 80e                                | 8      | 8.103              |
| Samedi 21 décembre 1991   | J24     | -      | Nîmes Olympique        | Dom. | 3 - 2 | Ouédec 30e 53e, N'Doram 70e                | 8      | 4.367              |
| Samedi 18 janvier 1992    | J25     | -      | FC Metz                | Ext. | 1 - 1 | Ouédec 84e                                 | 8      | 10.656             |
| Samedi 25 janvier 1992    | J26     | -      | Toulouse FC            | Dom. | 1 - 1 | Loko 27e                                   | 8      | 11.229             |
| Samedi 8 février 1992     | J28     | -      | RC Lens                | Dom. | 1 - 0 | N'Doram 89e                                | 8      | 5.804              |
| Samedi 15 février 1992    | J29     | -      | AJ Auxerre             | Ext. | 2 - 2 | Ouédec 3e 39e                              | 8      | 8.000              |
| Samedi 29 février 1992    | J30     | -      | FC Sochaux-Montbéliard | Dom. | 0 - 0 | -                                          | 8      | 5.919              |
| Samedi 7 mars 1992        | J31     | -      | Olympique de Marseille | Dom. | 0 - 1 | -                                          | 9      | 35.419             |
| Mardi 17 mars 1992        | J27     | -      | AS Saint-Étienne       | Ext. | 1 - 2 | Vulić 53e                                  | 8      | 11.450 (ou 11.455) |
| Vendredi 20 mars 1992     | J32     | Canal+ | Montpellier HSC        | Ext. | 1 - 2 | Ferri 38e                                  | 9      | 8.000 (ou 7.000)   |
| Samedi 28 mars 1992       | J33     | -      | AS Nancy-Lorraine      | Dom. | 0 - 0 | -                                          | 8      | 5.150 (ou 5147)    |
| Samedi 4 avril 1992       | J34     | -      | Le Havre AC            | Ext. | 1 - 1 | Ferri 82e                                  | 8      | 7.821 (ou 7.621)   |
| Vendredi 10 avril 1992    | J35     | -      | AS Monaco FC           | Dom. | 1 - 4 | Ziani 45e                                  | 10     | 14.880 (ou 20.000) |
| Samedi 18 avril 1992      | J36     | -      | AS Cannes              | Ext. | 0 - 2 | -                                          | 11     | 3.500              |
| Samedi 25 avril 1992      | J37     | -      | Olympique lyonnais     | Dom. | 3 - 0 | Vulić 40e, Youm 72e 89e                    | 9      | 6.850 (ou 6.853)   |
| Vendredi 1er mai 1992     | J38     | -      | Paris Saint-Germain FC | Ext. | 1 - 1 | Burruchaga 60e                             | 9      | 27.485 (ou 30.000) |

### Coupe de France
| Date                   | Tour            | Adversaire       | Niveau | Lieu | Score | Buteurs du FCN | Affluence |
| ---------------------- | --------------- | ---------------- | ------ | ---- | ----- | -------------- | --------- |
| Samedi 22 février 1992 | 1/32e de finale | Stade rennais FC | D1     | Ext. | 0 - 1 | -              | 10.251    |

## Statistiques

### Statistiques collectives
| Compétition     | Débute au tour  | Termine         | Matches joués | Gagnés | Nuls | Perdus | Buts pour | Buts contre | Différence |
| --------------- | --------------- | --------------- | ------------- | ------ | ---- | ------ | --------- | ----------- | ---------- |
| Division 1      | -               | 9e              | 38            | 12     | 14   | 10     | 37        | 39          | -2         |
| Coupe de France | 1/32e de finale | 1/32e de finale | 1             | 0      | 0    | 1      | 0         | 1           | -1         |
| Total           | -               | -               | 39            | 12     | 14   | 11     | 37        | 40          | -3         |